# Shanghai Darts Masters 2018
De Shanghai Darts Masters was de derde, en tevens laatste editie van de Shanghai Darts Masters. Het toernooi was onderdeel van de World Series of Darts. Het toernooi werd gehouden van 13 juli  tot 14 juli 2018 in het Pullman Hotel, Shanghai. Michael van Gerwen was de titelverdediger, maar verloor in de halve finale met 8-4 van  Michael Smith. Dezelfde Smith won uiteindelijk ook het toernooi door in de finale met 8-2 te winnen van Rob Cross. Het was het eerste televisietorens dat Michael Smith bij de heren won. Eerder won Smith wel al het jeugd WK Darts.

## Deelnemers
Net als in elk World Series toernooi speelde ook hier 8 PDC Spelers tegen 8 darters uit het land/gebied waar het toernooi ook gehouden wordt. De deelnemers waren:
- Gary Anderson
- Rob Cross
- Peter Wright
- Michael van Gerwen
- James Wade
- Daryl Gurney
- Michael Smith
- Gerwyn Price
- Royden Lam
- Lourence Ilagan
- Seigo Asada
- Zong Xiao Chen
- Yuanjun Liu
- Liu Cheng An
- Lihao Wen
- Hai Long Chen

2016 · 2017 · 2018